# توقيت تونغا
تونغا دولة ذات سيادة في بولينيزيا تستخدم التوقيت العالمي المنسق (ت ع م+13:00) بالكامل على مدار العام. لا تلتزم تونغا حاليًا بالتوقيت الصيفي, على الرغم من أنها فعلت ذلك في الصيف في نصف الكرة الجنوبي بين عامي 1992 و 2002 وكذلك صيف 2016-2017, باستخدام التوقيت العالمي المنسق +14:00 .هي أقدم منطقة زمنية على وجه الأرض, ولذلك, عند استخدام التوقيت الصيفي, كانت تونغا واحدة من أولى مناطق الأرض التي تجلب عامًا جديدًا. يتم استخدام التوقيت العالمي المنسق + 14:00 أيضًا من قبل جزر لاين في ساموا وكيريباتي. تشترك تونغا حاليًا في منطقة زمنية على مدار العام مع توكيلاو وجزر فينيكس, بينما تشترك فيجي ونيوزيلندا وساموا في توقيت تونجا موسمياً. تقع تونغا غرب خط التوقيت الدولي (IDL) الذي ينحرف شرقًا عن مساره القياسي بعد خط الطول 180 إلى خط الطول 165 تقريبًا غربًا لاجتياز شرق تونغا والأراضي المحيطة الأخرى.